# Philodendron nebulense
Philodendron nebulense är en kallaväxtart som beskrevs av George Sydney Bunting. Philodendron nebulense ingår i släktet Philodendron och familjen kallaväxter. Inga underarter finns listade.